# Прогресо (футбольный клуб)
«Прогре́со» (исп. Club Atlético Progreso) — уругвайский футбольный клуб из города Монтевидео. В 1989 году единственный раз в своей истории стал чемпионом Уругвая.

## История
Клуб был основан 30 апреля 1917 года. Цвета клуба — жёлтый и красный — взяты в честь флага Каталонии. Дважды команда представляла Уругвай в Кубке Либертадорес — в 1986 году и в качестве действующего чемпиона страны в 1990 году. В год триумфа в чемпионате страны президентом клуба был будущий президент Уругвая (2005—2010) Табаре Васкес. Чемпионский состав «Прогресо» в 1989 году: Марсело Суарес, Леонардо Рамос, Леонель Рокко, Педро Педруччи, Джонни Микейро, Густаво Мачаи́н, Роберт Пу́а, Серхио Сид, Эдуардо Акоста, Фернандо Сильва, Луис Берхер, Алехандро Ларреа, Дардо Перес, Эктор Бургес, Ричард Миличе, Про́сперо Сильва и Виллиам Гутьеррес. Тренировал команду Сау́ль Риверо.
В 2010 году клуб должен был стартовать во Втором дивизионе чемпионата Уругвая, но из-за огромных долгов руководство «Прогресо» приняло решение приостановить участие профессиональной команды во всех соревнованиях. В 2011 году команда продолжила выступления во Втором профессиональном дивизионе и вскоре добилась возвращения в элиту. Однако проведя в Примере один сезон (2012/13), «Прогресо» занял предпоследнее место и вылетел обратно в Сегунду. В 2018—2021 годах вновь выступал в Примере, после чего вновь вылетел в Сегунду.

## Достижения
- Чемпион Уругвая (1): 1989
- Чемпион Второго дивизиона (3): 1945, 1979, 2006
- Чемпион дивизиона Интермедиа (второй по уровню дивизион) (2): 1938, 1939
- Чемпион дивизиона Интермедиа (третий по уровню дивизион) (2): 1956, 1963
- Чемпион Второго любительского дивизиона (третий по уровню дивизион) (2): 1975, 1978
- Победитель Турнира Компетенсия (1): 1985